# Біла (Конінський повіт)
Біла (пол. Biała) — село в Польщі, у гміні Ґродзець Конінського повіту Великопольського воєводства.
Населення — 208 осіб (2011).
У 1975-1998 роках село належало до Конінського воєводства.

## Демографія
Демографічна структура станом на 31 березня 2011 року:
|          | Загалом | Допрацездатний вік | Працездатний вік | Постпрацездатний вік |
| -------- | ------- | ------------------ | ---------------- | -------------------- |
| Чоловіки | 98      | 24                 | 63               | 11                   |
| Жінки    | 110     | 29                 | 55               | 26                   |
| Разом    | 208     | 53                 | 118              | 37                   |